# Calamba
För andra betydelser, se Calamba (olika betydelser).

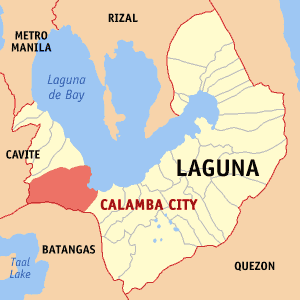
Calambas läge i Laguna

Calamba (officiellt City of Calamba) är en stad i Filippinerna som ligger i provinsen Laguna. Staden hade 360 281 invånare vid folkräkningen 2007, och är administrativ huvudort för regionen CALABARZON.
Calamba är indelad i 54 smådistrikt, barangayer, varav samtliga är klassificerade som tätortsdistrikt.